# Чужди думи
Чуждите думи в даден език са думите, заети от чужди езици. Те са обект на изследване от емпрунтологията (от френски: emprunt – „заем, заемка“ + гръцки: λόγος – „знание“), наука за проучване на заемането на думи от чужд произход в даден език.
Чужди думи се използват, когато в собствения език липсват съответни понятия. Понякога причината е силното влияние на чуждия език. През последните няколко века се наблюдава феноменът „глобален език“, при който един език става преобладаващ в голяма част от света. Такива езици са били последователно гръцкият, латинският, френският, а в днешно време – английският. Местният език може да продължи да заема чужди думи от други езици, не само от глобалния.
Българският език, подобно на много други езици, заема чужди думи. Колкото повече време се употребява една чужда дума, толкова повече тя се възприема като родна. Думи като „чешма“, „памук“ и „зехтин“ са от персийски или арабски произход, но са придобили широка употреба и се възприемат като родни. Напоследък придобива популярност теорията, че заемките от персийски език в българския не са само през турски, а са по-древни. Пример за несходството с руски е „куче“ и „пес“ в българския, но „собака“ и „пес“ в руския. Върху българския език най-голямо влияние оказва английският. В миналото е имало влияние от руския, немския и френския език; от турския – по време на османското владичество; от гръцкия – заради общата история на двата народа. Въпреки чуждото влияние лексиката на българския език е предимно славянска, заради което той се причислява към южнославянската езикова група.

## Чуждици и заемки
Процесът на заемане на чужди думи има пряко отношение към въпроса за т. нар. чистота на езика. Някои чужди думи обогатяват езика, тъй като нямат домашен еквивалент, а други заместват вече съществуващи родни названия. Чуждите думи от първия вид се наричат заемки, а от втория – чуждици. Известно е становището на известния наш езиковед Любомир Андрейчин:
„ ... можем да различим два вида чужди думи в нашия език: едни, които допринасят (или са допринесли в миналото) за обогатяването му и са внедрени или могат да се внедрят в общонародната или професионалната практика, и други, които са непотребни и дори вредни за езика ни (тъй като той си има хубави точни свои съответствия срещу тях) и са трудно се възприемат от по-широките среди. Първият вид чужди думи се наричат заемки, а вторият – чуждици. Така например думи от чужд произход, като физика, философия, математика, граматика, материализъм, социализъм, комунизъм, конституция, демокрация, република, университет, министър, партия, сцена, машина, мода и мн. др., са напълно установени културни заемки в нашия език, срещу които би било безсмислено и неоправдано да се води борба. Като пример за непотребни чуждици може да се посочат думи като ниво или уровен (равнище), стриктно (точно), реставрирам (възстановявам), констатирам (установявам), осторожен (предпазлив), немедлено (незабавно), обязателство (задължение), успеваемост (успех в училище), начиная (започвайки, като се започне) и мн. др. като повечето изброени са русизми. Разбира се, точно разграничение между заемки и чуждици в много случаи е трудно да се направи. Борбата за чистотата на националния език е борба срещу употребата и проникването на непотребни елементи от чуждоезичен произход. Когато тази борба има характер на организирано движение, тя се нарича пуризъм.“
По време на Възраждането в България се наблюдава склонност към намаляване на чуждите думи и използването на съществуващи български думи или измислянето на нови. Иван Богоров се свързва подигравателно с израза „драсни-пални-клечица“ за „кибрит“. Във Великотърновския исторически музей, в раздел „Нова и най-нова история“ в залата, посветена на войните, сред вещите на войници може да бъде видяна кутийка кибрит с надпис „Български пали-дръвца“, което показва, че макар и за кратко, замяната е имала частичен успех.
Някои държави имат регулаторни органи, които водят официалната политика за развитието и опазването на чистотата на родния език. Такива органи са например Институтът за български език, Френската академия и т.н. Други езици (например английският) не се регулират официално. В Квебек политиката за контролирано приемане на чужди думи е приоритет. Така френската дума за електронна поща courriel (от courrier électronique), използвана и във Франция, е създадена в Квебек, докато много други езици използват английската дума email.